# Clerks II: Muži za pultem
Clerks II: Muži za pultem (též Clerks: Muži za pultem, v anglickém originále Clerks II) je americká filmová komedie z roku 2006 režiséra Kevina Smithe, který také napsal její scénář. V hlavních rolích se představili Brian O'Halloran, Jeff Anderson, Rosario Dawson, Trevor Fehrman, Jennifer Schwalbach, Jason Mewes a Kevin Smith. Jedná se o sequel snímku Mladí muži za pultem z roku 1994. Film vypráví o jednom dni v životě prodavačů Danteho Hickse (O'Halloran) a Randala Gravese (Anderson) a jejich známých v maloměstě v New Jersey, kde začali pracovat v pobočce fast foodového řetězce. V roce 2022 byl natočen snímek Clerks III.
Natáčení filmu probíhalo od října do listopadu 2005, rozpočet snímku činil 5 milionů dolarů. Premiérově byl film jako nesoutěžní promítán na filmovém festivalu v Cannes 26. května 2006. Do amerických kin byl snímek uveden 21. července 2006, celkové tržby dosáhly výše 27,0 milionu dolarů.
V Česku byl film uveden do kin 1. února 2007 pod názvem Clerks: Muži za pultem. Česká televize jej posléze vysílala s titulem Clerks II: Muži za pultem, který byl využit i při vydání na DVD roku 2009.